# Hong Yuanshuo
Hong Yuanshuo (en chino tradicional, 洪元碩; en chino simplificado, 洪元硕; Beijing, 31 de marzo de 1948 - ibídem, 1 de agosto de 2015) fue un entrenador y jugador de fútbol chino. A lo largo de su carrera como jugador pasó todo el tiempo en el club Beijing Guoan, donde ganó el título de la liga del año 1973 junto a sus compañeros. Desde que se retiró se involucraría en el escultismo antes de pasar a la gestión con el club de tercer nivel Beijing Kuanli en 1997. Para el año 2009  volvería a su antiguo club como mánager para ayudar en su empuje con éxito por el título de la super liga china 2009.

## Carrera como jugador
A principios de los años 70, Hong Yuanshuo se unió al equipo de fútbol Beijing Guoan. Jugó en extremo y se convirtió en el capitán del equipo. En 1973, Hong fue seleccionado por el entrenador, Nian Weisi para estar dentro de la Selección de fútbol de China.

## Carrera como entrenador
Carrera de manejo temprana
Después de su retiro el trabajó en el equipo juvenil Beijing de 1980. en ese año el explora a muchos jugadores importantes del Beijing Guoan y equipo nacional; incluyendo a Gao Feng, Cao Xiandong, Deng Lejun, Tao Wei y Huang Bowen.

## Vida personal
Hong Yuanshuo fue el hijo del filósofo chino Hong Qian (chino: 洪 谦, 1909-1992).